# Frövifors
Frövifors bruk, numera Billerud Frövi/Rockhammar, är ett pappersbruk i Frövi i Lindesbergs kommun och ingående i koncernen Billerud som en av tio produktionsplatser. Tillverkning av pappersmassa och papper i industriell skala startade i slutet av 1800-talet, men på platsen har funnits järnhantering sedan 1500-talet. Antalet anställda är cirka 630, och produktionen handlar numera om vätskeförpackningar.

## Historik
Namnet Frövifors har anor från Gustav Vasas tid. Frövifors bruk har haft kontinuerlig industriell verksamhet sedan 1500-talet och platsen omtalas för första gången 1558 som Fröuij hamar. Vid nedre fallet låg det en hytta, stångjärnshammare och järnmanufakturverk för tillverkning av olika järnämnen.

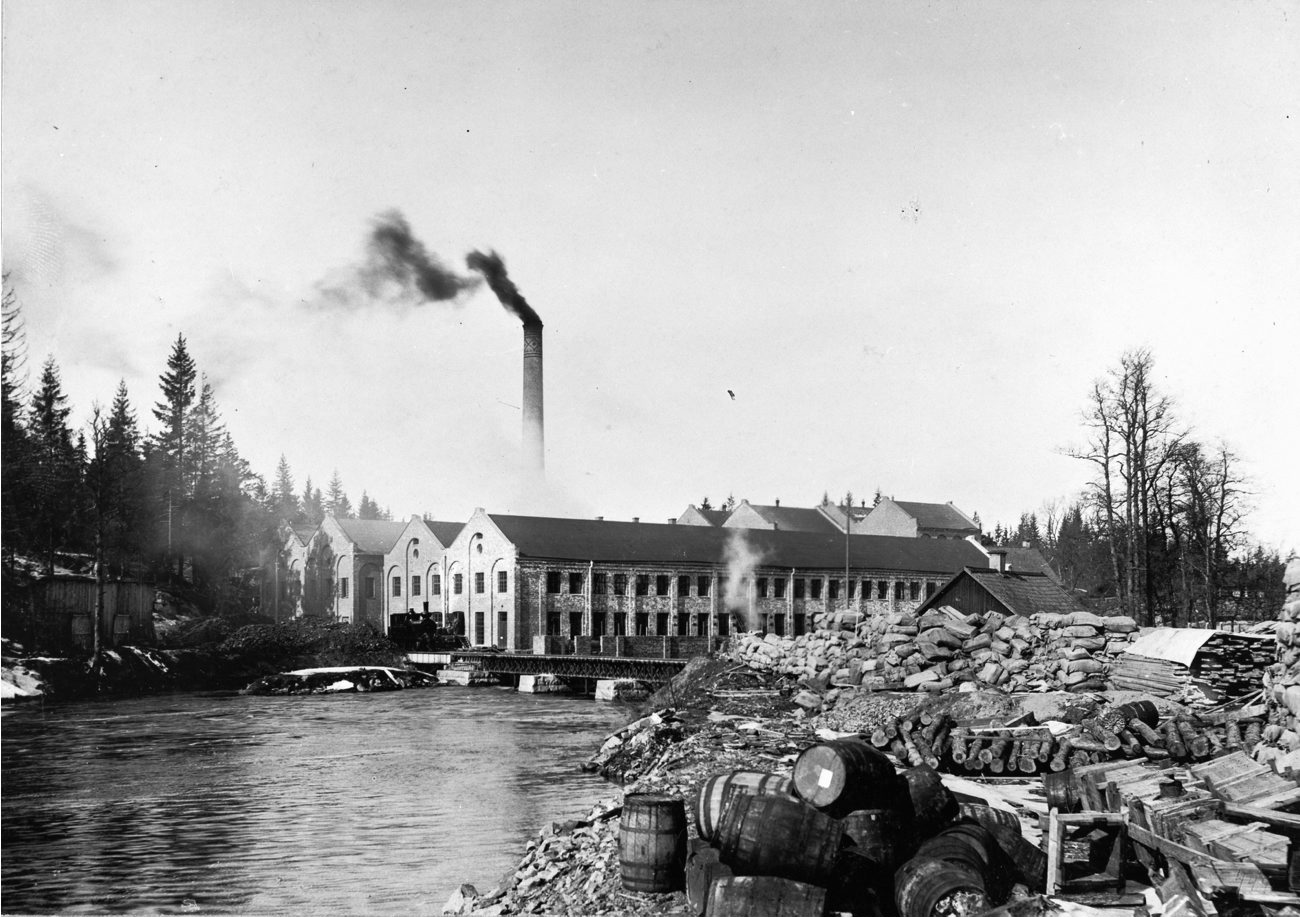
Bild av Frövi pappersbruk cirka 1900.

Massatillverkning startades 1889 i regi av Frövi Fabriks AB, som grundats av August Tersmeden, Henrik Gahn, Carl Hildebrandt, Jakob Henning Lallerstedt och J. W. Olsson i februari 1889. Papperstillverkningen startades cirka 1891/1892. Flera bolags och ägarskiften skedde under de kommande åren, inklusive 1896 då Frövi Fabriks AB ersattes av Frövi Pappersbruks AB. 1900 såldes det sistnämnda bolaget, och året efter grundades Frövifors Bruks AB.
Utveckling och utbyggnad skedde även på fabriksgolvet. Maskinhallen i det gamla pappersbruket förfärdigades åren 1903–04, och från och med 1916 var det sulfatmassa som producerades.
Sedan utvecklades pappersbruket till att bestå av holländare samt fyra pappersmaskiner. Frövifors lanserade under början av 1900-talet bland annat kraftpapperet Bullefant.
Sedan år 2000 tillvaratar man värmen från pappersproduktionen och transporterar hetvatten till Lindesberg, Frövi och Vedevåg för uppvärmning av tätorten.

## Frövifors pappersbruksmuseum
Vid bruket ligger Frövifors pappersbruksmuseum. Det visar en intakt maskinpark och arbetsmiljö från sekelskiftet 1800/1900,  där det tillverkades papper fram till 1980. Museet belyser den industriella pappersframställningens framväxt i Norden, alltifrån 1800-talets senare del fram till den moderna datoriserade processtekniken.
I pappersbruksmuseet finns även Skandinaviens största samling av ölburkar, med 22 000 utställda burkar. Detta har viss koppling till brukshistorien, genom att kraftpapperet Bullephant mot slutet av 1900-talet även blev namn på en ölsort.